# Uróboro

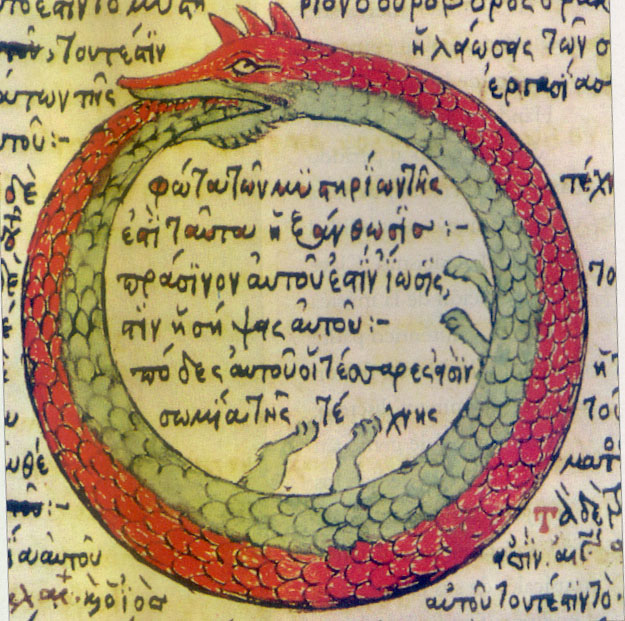
Uróboro o uroboro. En la iconografía alquímica, el color verde se asocia con el principio, mientras que el rojo simboliza la consumación del objetivo del opus magnum (la gran obra).

El uróboro (también ouroboro o uroboro) (del griego οὐροβóρος [ὄφις], '[serpiente] que se come la cola', a su vez de οὐρά, 'cola', y βόρος, 'que come') es un antiguo símbolo que muestra a una serpiente o dragón engullendo su propia cola y formando un círculo con su cuerpo. El uróboro entró en la tradición occidental por medio de la iconografía del Antiguo Egipto y la tradición mágica griega. Fue adoptado como símbolo en el gnosticismo y el hermetismo y, de manera más notable, en la alquimia. 
El uróboro simboliza el ciclo eterno de las cosas, también el esfuerzo eterno, la lucha eterna o bien el esfuerzo inútil, ya que el ciclo vuelve a comenzar a pesar de las acciones para impedirlo. Expresa también la unidad de todas las cosas, materiales y espirituales, que nunca desaparecen sino que cambian perpetuamente en un ciclo de destrucción y re-creación.
En el siglo XIX, una visión del uróboro le dio al químico alemán August Kekulé von Stradonitz la idea de átomos de carbono enlazados formando el anillo de benceno.

## Generalidades

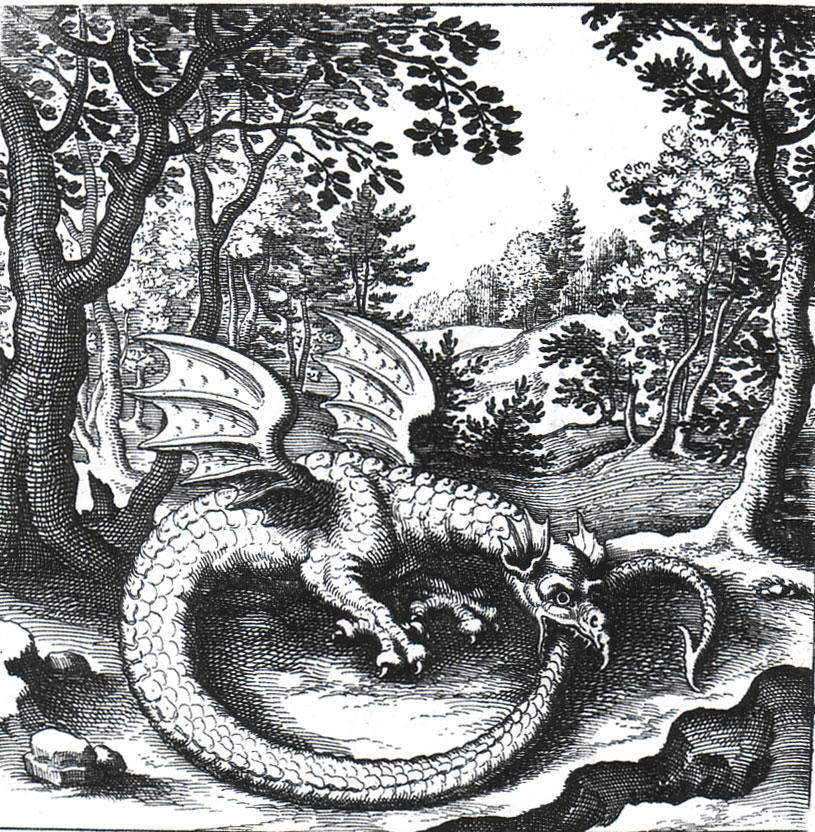
Xilografía de un uróboro de Lucas Jennis incluida en el libro de Lambspring.

El uróboro es un concepto empleado en diversas culturas a lo largo de los últimos tres mil años al menos. Engloba varios conceptos similares y otros que no están relacionados y han sido asimilados recientemente por el cine y la televisión. Generalmente un dragón representado con su cola en la boca, devorándose a sí mismo. Representa la naturaleza cíclica de las cosas, el eterno retorno y otros conceptos percibidos como ciclos que comienzan de nuevo en cuanto concluyen (véase el mito de Sísifo). En un sentido más general simboliza el tiempo y la continuidad de la vida. Se usa como representación del renacer de las cosas que nunca desaparecen, que solo cambian eternamente.
- En un principio su uso más antiguo estaba en la emblemática serpiente del Antiguo Egipto y la Antigua Grecia. Los uróboros se remontan a los jeroglíficos hallados en la cámara del sarcófago de la pirámide de Unis, en el 2300 a. C. El símbolo tradicional consiste en un dragón o una serpiente que se muerde la cola y crea un círculo sin fin.
- Igualmente se puede encontrar un mito similar en la mitología nórdica. En esta mitología, la serpiente Jörmundgander llegó a crecer tanto que pudo rodear el mundo y apresarse su propia cola con los dientes. Este mito fue divulgado más ampliamente por la literatura de entreguerras del siglo XX. El deseo por la consecución del saber oculto, llegar a encarar las fuerzas elementales de la naturaleza, temibles y monstruosas, pero que finalmente conducen hacia la debilidad y la culpa.

- El uróboro representa la personificación de fenómenos naturales como el sol, las olas del mar, etc., que suben hasta cierta altura y caen luego bruscamente, para volver a empezar. Esto se relaciona con el mito solar de Sísifo y Helio, el dios del sol que sale cada mañana y después se hunde bajo el horizonte. Sísifo fue obligado a empujar una piedra enorme cuesta arriba por una ladera empinada, pero antes de que alcanzase la cima de la colina, la piedra rodaba de nuevo hacia abajo, y Sísifo tenía que volver a empezar desde el principio.

- En el hinduismo se encuentra una serpiente similar llamada Shesha, la cual se halla flotando enroscada sobre el océano universal, junto a Vishnú. Shesha existe desde la creación del universo en el hinduismo, y permanece viva cuando todo el universo se destruye al final de cada Kalpa. Además, se cuenta que los devas y los asuras tiraron de la cabeza y cola de Shesha para hacer girar el monte Mandara y así batir el océano de leche.

## En la alquimia

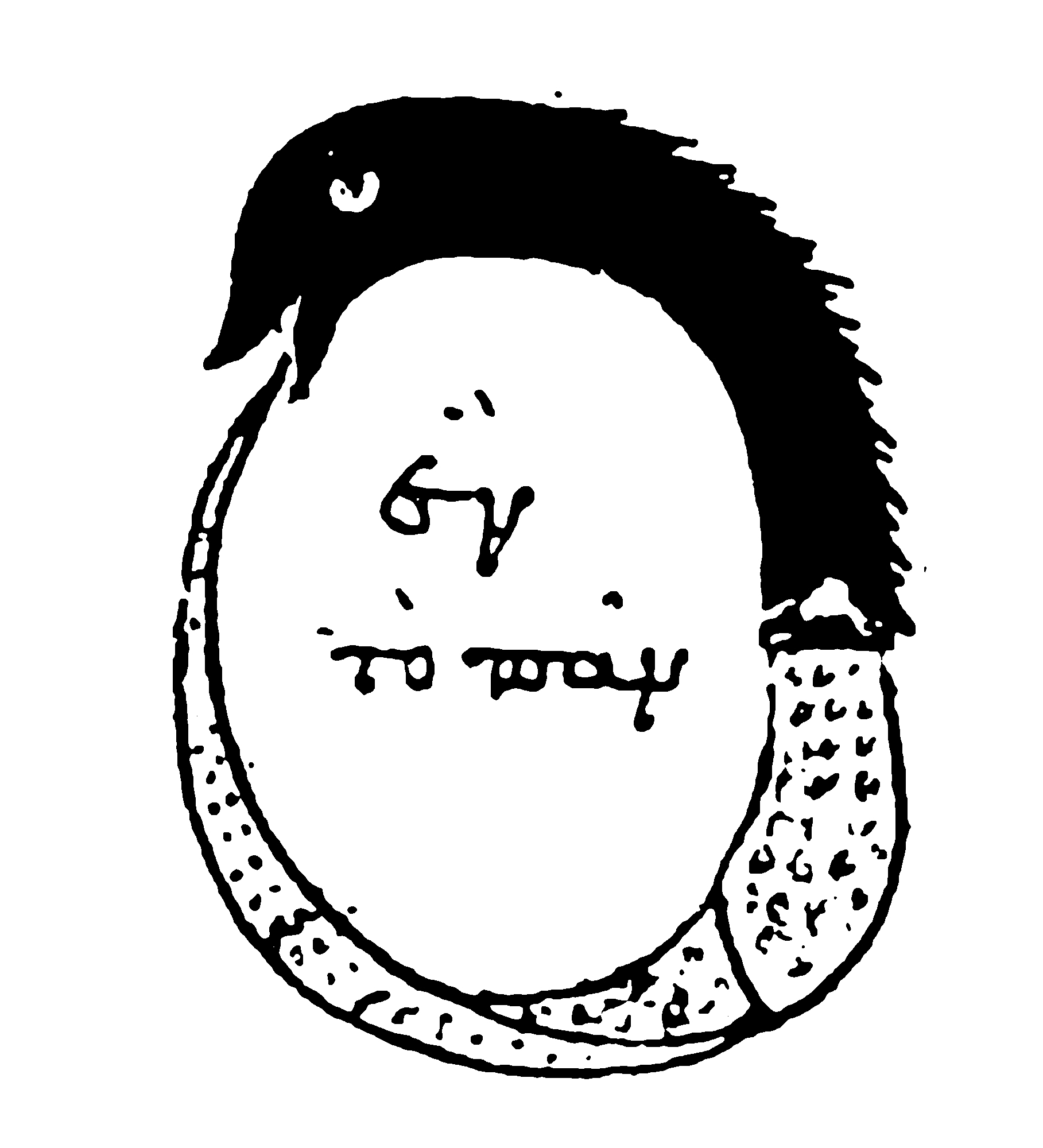
Ilustración alquímica temprana de uróboros con las palabras ἓν τὸ πᾶν ("El Todo es Uno") de la obra de Cleopatra la Alquimista en MS Marciana gr. Z. 299.

En la práctica de la alquimia, expresa la unidad de todas las cosas, los materiales y las espirituales, que nunca desaparecen, sino que cambian de forma en un ciclo eterno de destrucción y nueva creación, al igual que representa la infinitud. El texto más antiguo donde aparece es en la Chrysopoeia «fabricación del oro», un tratado alquímico del siglo II, escrito en Alejandría por Cleopatra la Alquimista. Muestra la inscripción griega εν το παν, hen to pan, «todo es uno», y aparece mitad blanco, mitad negro, con lo que muestra la dualidad presente en todo. En algunas representaciones el animal se muestra con una mitad clara y otra oscura, lo que hace recordar la dicotomía de otros símbolos similares como el yin y yang. En la alquimia, el uróboro simboliza la naturaleza circular de la obra del alquimista que une los opuestos: lo consciente y lo inconsciente. También es un símbolo de purificación, que representa los ciclos eternos de vida y muerte. A partir de la alquimia, la masonería y muchas otras escuelas filosóficas y simbólicas han utilizado y estudiado el uróboro.